# Alin-Gabriel Apostol
Alin-Gabriel Apostol (n. 3 mai 1977, București, România) este un deputat român, ales în 2020 din partea USR. 